# East Hartford
East Hartford è un comune di 49.173 abitanti degli Stati Uniti d'America, situato nella Contea di Hartford nello Stato del Connecticut.